# 李斉物
李 斉物（り せいぶつ、? - 761年）は、唐の宗室。字は道用。

## 経歴
淮安王李神通の曽孫で、塩州刺史の李孝鋭の子の李璟の子にあたる。斉物は学問や技術がなかったが、官にあっては紀律が整っていた。開元24年（736年）の後、懐州刺史・陝州刺史を歴任した。天宝元年（742年）、斉物は砥柱の険を開き、水運を通じるようにした。石中から古い鉄製の犁の刃を得て、「平陸」の字があったことから、河北県を平陸県と改めた。斉物は銀青光禄大夫の位を加えられ、鴻臚寺卿・河南尹となった。斉物は右相の李適之と仲が良く、李適之が李林甫に陥れられて官を降格されると、斉物も竟陵郡太守に左遷された。入朝して司農寺卿・鴻臚寺卿をつとめた。至徳2載（757年）、太子賓客に任じられた。刑部尚書・鳳翔尹・太常寺卿・京兆尹を歴任した。その統治においては、官吏の隠し事を暴き、監察するのを得意とした。恩恵を与えることは少なかったが、清廉で自ら整粛に事務を行ったので、民衆や官吏もあえて反抗する者はなかった。晩年には太子太傅に任じられ、宗正寺卿を兼ねた。上元2年（761年）5月、死去した。太子太師の位を追贈された。
子に李復があった。

## 伝記資料
- 『旧唐書』巻112 列伝第62
- 『新唐書』巻78 列伝第3